# أمراض معتمدة على الأندروجين
الأمراض أو المتلازمات أو الاضطرابات المعتمدة على الأندروجين هي أمراض تعتمد بشكل كلي أو جزئي على نشاط هرمون الأندروجين بالجسم.

## قائمة الأمراض
تشمل الأمراض المعتمدة على الأندروجين ما يلي:
- حب الشباب[1]
- التهاب الجلد الدهني[2][3][4]
- الثعلبة ذكرية الشكل[5]
- الشعرانية[6]
- التهاب الغدد العرقية القيحي[7]
- البلوغ المبكر في الذكور[8]
- فرط النشاط الجنسي[9]
- الشذوذ الجنسي[10]
- ضخامة البروستات[11]
- سرطان البروستاتا[12]
- فرط الأندروجين في النساء مثل متلازمة تكيس المبايض[13][14]

## العلاج
تعالج تلك الحالات باستخدام الأدوية ذات التأثير المضاد للأندروجين والتي تشمل مضادات الأندروجين مثل سيبروتيرون أسيتات، وسبيرونولاكتون، وبيكالوتاميد، ومثبطات انزيم 5α الاختزالي مثل فيناستريد ودوتاستريد، ومثبطات انزيم CYP17A1 مثل أبراتيرون أسيتات، والهرمون المطلق الموجه للغدد التناسليةمثل ليوبروليد وسيتروليكس، أو مضادات هرمونات الغدة النخامية مثل دانازول وجيسترينون، وميجسترول أسيتات، وميدروكسيبروجستيرون أسيتات.

## للمزيد من القراءة
- Shukla، G. C.؛ Plaga، A. R.؛ Shankar، E.؛ Gupta، S. (2016). "Androgen receptor-related diseases: what do we know?". Andrology. ج. 4: 366–381. DOI:10.1111/andr.12167. ISSN:2047-2919.